# De Vrije Stem (Suriname)
De Vrije Stem (sinds 1966: Vrije Stem) was een Surinaams tijdschrift. Op 2 april 1960 werd de eerste editie uitgegeven. Het blad verscheen van 1960 tot 1969 wekelijks en van 1969 tot 1982 dagelijks. De Vrije Stem werd opgericht door Eugène Theodorus Waaldijk, Rudy Bedacht en Frits Pengel. In het blad werd geregeld kritiek geuit op de regering van toenmalig premier Johan Adolf Pengel.
In de nacht van 7 op 8 december 1982 staken soldaten het gebouw in brand, met de vestiging van Vrije Stem, de Moederbond en de twee radiostations ABC en Radika. De volgende dagen werden vijftien mannen geëxecuteerd. Zij stonden bekend als tegenstanders van het militaire bewind van Desi Bouterse. Ook de toenmalige hoofdredacteur van de Vrije Stem, Wilfred Lionarons, stond op een zogenoemde 'dodenlijst', maar hij was indertijd in de Verenigde Staten voor een congres en besloot vervolgens naar Nederland te vluchten. De dramatische gebeurtenissen in Suriname, ook wel de Decembermoorden genoemd, brachten een definitief einde aan het bestaan van de Vrije Stem.
De jaargangen 1969-1970, 1972-1975 en 1977-1979 zijn grotendeels digitaal ontsloten via de website Delpher van de Nederlandse Koninklijke Bibliotheek.